# Horus Escorpí II
Escorpí II, Horus Escorpí II, Serket II o senzillament el rei Escorpí, és el segon de dos reis amb aquest nom de l'alt Egipte, durant el període protodinàstic.

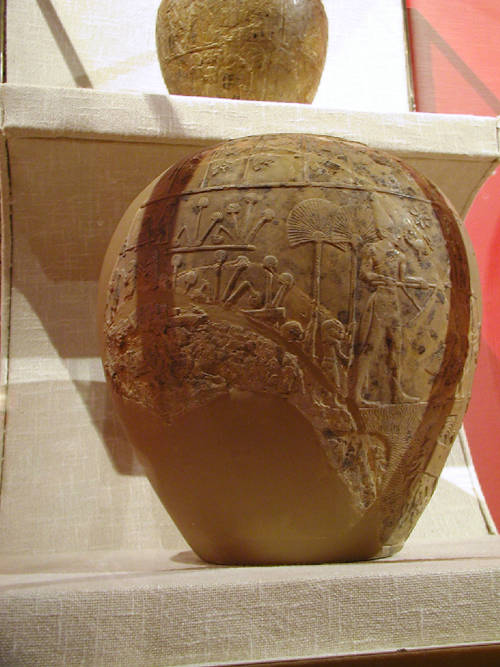
Cap de la maça d'Escorpí II

L'única prova gràfica de la seva existència és el cap de maça trobat pels arqueòlegs James E. Quibell i Frederick W Green en un temple de Hieracòmpolis (Hierakonpolis), en la temporada d'excavació 1897-1898 i que actualment s'exposa al Museu Ashmolean d'Oxford. L'estratigrafia de l'objecte es va perdre per culpa dels mètodes d'excavació, però el seu estil es pot datar en el final del període predinàstic. Malgrat que molt danyada, és un registre extraordinari d'aquesta època primerenca de la història d'Egipte. Es pensa que va viure immediatament abans o durant el regnat de Narmer a Tinis.
El cap de maça representa una única i gran figura que porta la corona blanca de l'Alt Egipte. Porta una aixada que s'ha interpretat com el ritual de marcar el primer solc al camp o obrir els dics per a negar-los. El nom d'Escorpí esdevé de la imatge d'un d'aquests animals que apareix directament davant de la seva cara, justament sota una flor amb set pètals. L'ús i la ubicació de la iconografia és similar a la representació del faraó Narmer a l'anvers de la paleta del seu nom. Els jeroglífics protodinàstics són de difícil lectura, però les fredelugues mortes (les fredelugues representen el poble del Baix Egipte) i els nou arcs (els enemics tradicionals d'Egipte), representats a la maça s'interpreten com l'evidència que Escorpí va començar els atacs contra el Baix Egipte, que finalment acabà amb la victòria de Narmer i la unificació del país.
Un segon fragment de cap de maça més petit, sembla que fa referència a aquest rei. Queda molt poc d'aquesta peça, però es pot veure el faraó amb la corona roja del Baix Egipte.
Hi ha diferents teories sobre la identitat d'Escorpí. Alguns autors pensen que els reis egipcis de la primera dinastia van tindre més d'un nom i que Narmer i Escorpí eren dos noms alternatius de la mateixa persona. D'altres opinen que el nom del predecessor de Narmer, Ka, era una versió estilística diferent d'un escorpí i que, per tant, Ka i Escorpí serien la mateixa persona que podria ser anomenada Sekhen. Susan Wise Bauer manté que Escorpí II i Narmer foren dos reis diferents i que Escorpí II va regnar el 3200 aC, un segle abans que Narmer. La tomba d'Escorpí II no s'ha trobat a Abidos (Umm el-Qa'ab), potser era un rei contemporani de Narmer que el va precedir en el govern de Hieracòmpolis.
Un programa de la televisió britànica va proposar que el cap de maça podria haver estat un tribut de Narmer per al rei Escorpí I i que, sense descartar la possible existència d'un altre rei Escorpí, el rei Escorpí I va ser el rei egipci en el qual Narmer s'inspiraria i al qual voldria emular.

## Identitat

### Nom

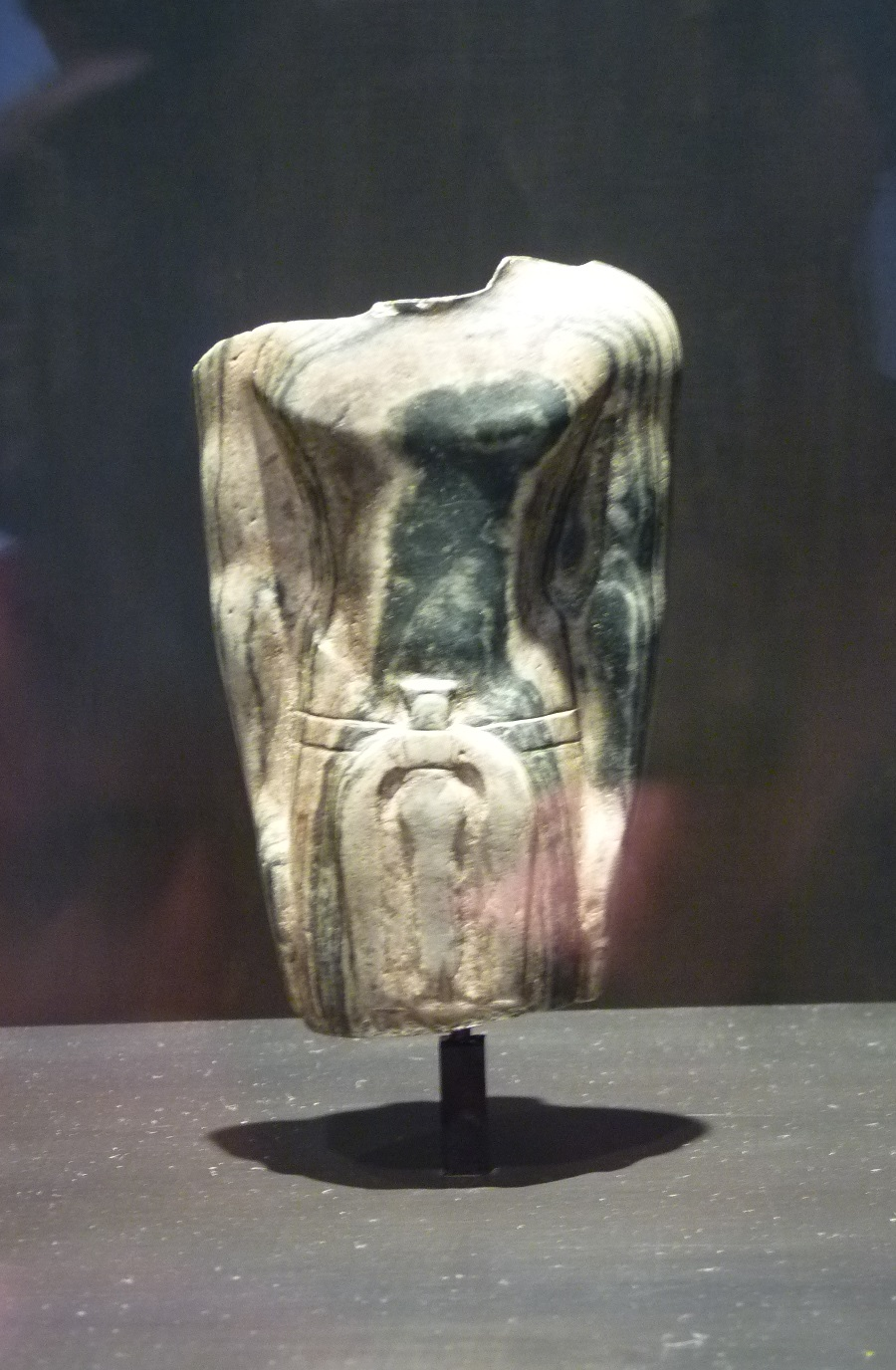
Tors d'un home amb el nom d'Horus del Faraó Escorpí sota el pit esquerre. Gineis anortosític, període protodinàstic, cap al 3200 aC. Munic, Staatliches Museum Ägyptischer Kunst, ÄS 7149

El nom i el títol del rei Escorpí són motiu de gran controvèrsia en l'egiptologia moderna. El seu nom sovint s'introdueix amb una roseta daurada de sis o set fulles o un signe de flor. Aquest emblema es pot trobar en nombrosos objectes dels períodes de la Dinastia 0 i la Dinastia I. Després aquesta simbologia desapareix fins a finals de la Dinastia III, quan reapareix utilitzada per funcionaris d'alt rang, com ara Khabawsokar i A'a-akhty (ambdós datats del final de la Dinastia III). El seu significat precís ha estat intensament discutit. La interpretació més comuna és la d'un emblema que significa " nomarca " o "gran senyor". Durant les èpoques protodinàstica i primeres dinasties, evidentment es va utilitzar com a designació per a reis, però en períodes molt posteriors, es va atorgar a funcionaris i prínceps d'alt rang, especialment a aquells que servien com a sacerdots per a la deessa Seshat . Així, la roseta daurada es va convertir en un emblema oficial de Seshat.  La lectura del signe de la roseta també és controvertida. La majoria de lingüistes i egiptòlegs ho llegeixen Neb (per a "senyor") o Nesw (per a "rei"), i estan convençuts que la roseta daurada va ser una mena de precursora del serekh posterior. 
El símbol de l'escorpí, que subjau al nom d'Escorpí II, generalment es relaciona amb la deessa Selket, introduïda posteriorment. Però alguns egiptòlegs i lingüistes com L. D. Morenz, H. Beinlich, Toby Wilkinson i Jan Assmann han assenyalat que la deessa no es va introduir abans del final del període de. Regne Antic . Des d'aquest punt de vista, la imatge de l'escorpí del període protodinàstic no s'hauria d'associar amb Selket. Morenz assenyala que, en els casos en què un animal simbòlic s'inclou en el nom d'un governant, l'animal generalment té un significat diferent, més aviat culte i polític. L'escorpí solia representar coses perilloses, com ara " verí " i " malaltia ", però també podia significar "mal alè", o en contextos militars "tempesta" o "atac". Com que no està clar quin significat real es reservava per a l'animal serekh d'Escorpí II, els estudiosos solen referir-s'hi com a "Rei Escorpí II".

## Restes arqueològiques

### Cap de maça
L'única prova pictòrica de la seva existència és l'anomenat cap de maça d'escorpí, que va ser trobat al dipòsit principal pels arqueòlegs James E. Quibell i Frederick W. Green en un temple de Nekhen. Hi ha diverses teories sobre la seva identitat i cronologia. Alguns egiptòlegs, com ara Bernadette Menu, argumenten que, com que els reis egipcis de la Dinastia I semblen haver tingut diversos noms, Escorpí II era la mateixa persona que Narmer, simplement amb un nom alternatiu o un títol addicional. També argumenten que l'estil artístic que es veu al cap de maça d'Escorpí II mostra similituds notables amb el del famós cap de maça de Narmer . Altres estudiosos, com ara TH Wilkinson, Renée Friedman i Bruce Trigger, han identificat el rei Escorpí II com el "Gegenkönig" (governant oponent) de Narmer i Ka (o Sekhen ). En l'època d'Escorpí II, Egipte estava dividit en diversos regnes menors que lluitaven entre ells. També es conjectura que Narmer simplement va conquerir els regnes de Ka i Escorpí II, unificant així tot Egipte per primera vegada.
El nom i el títol del rei Escorpí són motiu de gran controvèrsia en l'egiptologia moderna. El seu nom sovint s'introdueix amb una roseta daurada de sis o set fulles o un signe de flor. Aquest emblema es pot trobar en nombrosos objectes dels períodes de la Dinastia 0 i la Dinastia I. Després aquesta simbologia desapareix fins a finals de la Dinastia III, quan reapareix utilitzada per funcionaris d'alt rang, com ara Khabawsokar i A'a-akhty (ambdós datats del final de la Dinastia III). El seu significat precís ha estat intensament discutit. La interpretació més comuna és la d'un emblema que significa " nomarca " o "gran senyor". Durant les èpoques protodinàstica i primeres dinasties, evidentment es va utilitzar com a designació per a reis, però en períodes molt posteriors, es va atorgar a funcionaris i prínceps d'alt rang, especialment a aquells que servien com a sacerdots per a la deessa Seshat . Així, la roseta daurada es va convertir en un emblema oficial de Seshat.  La lectura del signe de la roseta també és controvertida. La majoria de lingüistes i egiptòlegs ho llegeixen Neb (per a "senyor") o Nesw (per a "rei"), i estan convençuts que la roseta daurada va ser una mena de precursora del serekh posterior. 

El símbol de l'escorpí, que subjau al nom d'Escorpí II, generalment es relaciona amb la deessa Selket, introduïda posteriorment. Però alguns egiptòlegs i lingüistes com L. D. Morenz, H. Beinlich, Toby Wilkinson i Jan Assmann han assenyalat que la deessa no es va introduir abans del final del període de. Regne Antic . Des d'aquest punt de vista, la imatge de l'escorpí del període protodinàstic no s'hauria d'associar amb Selket. Morenz assenyala que, en els casos en què un animal simbòlic s'inclou en el nom d'un governant, l'animal generalment té un significat diferent, més aviat culte i polític. L'escorpí solia representar coses perilloses, com ara " verí " i " malaltia ", però també podia significar "mal alè", o en contextos militars "tempesta" o "atac". Com que no està clar quin significat real es reservava per a l'animal serekh d'Escorpí II, els estudiosos solen referir-s'hi com a "Rei Escorpí II".
L'única prova pictòrica de la seva existència és l'anomenat cap de maça d'escorpí, que va ser trobat al dipòsit principal pels arqueòlegs James E. Quibell i Frederick W. Green en un temple de Nekhen (Hierakonpolis) durant la campanya d'excavacions de 1897-1898. Actualment s'exposa al Museu Ashmolean d'Oxford . Es desconeix l'estratigrafia d'aquest cap de maça a causa dels mètodes emprats en aquell moment pels arqueòlegs, però el seu estil sembla datar-lo al final del període predinàstic.
El cap de Maça d'Escorpí representa una sola figura gran que porta la Corona Blanca de l'Alt Egipte. Sosté una aixada, que s'ha interpretat com un ritual en que el faraó talla cerimonialment el primer solc als camps o obra els dics per inundar-los. L'ús i la col·locació de la iconografia és similar a la representació del faraó Narmer a l' anvers de la paleta de Narmer . El faraó està precedit per servents, el primer de la fila sembla llançar llavors d'una cistella a la terra acabada de remoure per sembrar. Un segon servent (la seva representació està parcialment danyada) porta un enorme feix de garbes de gra, cosa que reforça la interpretació d'una cerimònia de sembra de llavors, possiblement relacionada amb el festival Sed o una cerimònia fundacional. Escorpí II podria haver estat el fundador de Nekhen o Buto, cosa que explicaria per què es va trobar el cap de maça a Hieracònpolis. Per sobre dels servents, una fila de portadors d'estendards, que porten els mateixos estendards que es veuen a la paleta de Narmer, precedeixen el faraó. Per sota dels servents reials, es conserva una carretera i un paisatge amb persones i cases.
Al costat esquerre, darrere del faraó, dos portadors de ventalls segueixen el monarca. A l'esquerra del portador de ventalls, es representen feixos de papirs. Darrere d'aquests, a la secció superior, es veu un grup de ballarins i un sacerdot; aquest sacerdot guarda un palanquí Repw.t. La secció inferior està massa danyada. La desfilada festiva mira en la direcció oposada del faraó i els seus portadors d'estandards. Una vista completa revela que ambdues processons es troben al centre de tota l'escena del relleu del cap de maça. En aquest mateix centre, estudiosos com KM Ciałowicz, EJ Baumgärtel i TH Wilkinson creuen que veuen els petits rastres dels peus i l'enrotllament de la Corona Vermella ; una segona roseta daurada és clarament visible. Els rastres reforcen la presumpció que l'escena del cap de maça de l'Escorpí va contenir una vegada la representació d'una segona figura del faraó, que portava la Corona Roja del Baix Egipte. En aquest cas, el cap de maça de l'Escorpí mostraria el rei Escorpí II com a governant de tot Egipte.
L'escena superior del cap de maça mostra una filera d'estendards divins. Cada estendard està coronat per un déu (Set, Min i Nemti...). El nombre original d'estendards és desconegut, però és clarament visible que una meitat mostra fredelugues, l'altra mostra arcs de caça. Ambdues files d'estendards s'enfronten. Les fredelugues representaven la “gent del Baix Egipte" o "gent comuna" i els arcs representaven la "gent d'arquers", assenyalant tribus asiàtiques hostils. Aquesta representació s'interpreta com a prova que Escorpí II va començar els atacs contra el Baix Egipte i els enemics egipcis a les terres frontereres, cosa que finalment va ocasionar la victòria de Narmer i la unificació del país.

### Peces d'ivori
Es van trobar nombroses peces d'ivori petites que mostraven la representació d'un escorpí. Provenen d'Abidos, Minshat Abu Omar i Tarkhan . Algunes mostren l'escorpí sostenint el signe jeroglífic de "nomos/jardí/terra" (signe de Gardiner N24) i es discuteix si aquesta combinació clara de signes té un significat més profund: l'escorpí podria representar el faraó Escorpí II en el seu paper de governant d'un cert nomos indeterminat. Algunes altres peces mostren l'escorpí a prop del signe d'oreneta, que diu "l'escorpí és gran". Una peça única mostra l'escorpí sostenint un pal llarg, colpejant un enemic. Com que moltes de les peces mostren un santuari amb un pescaire al sostre a la part posterior del jaciment, es creu que l'Escorpí II es va originar a Buto.

### Inscripcions en roques i vaixells

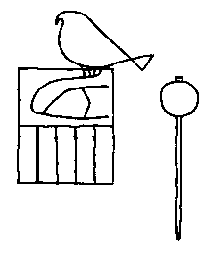
Marca d'argila amb el nom del rei Escorpí II (segons Dietrich Wildung)

A Tarkhan i Minshat Abu Omar es van trobar diversos recipients ceràmics de pedra i argila. Tenen serekhs reials gravats a la panxa i la lectura del nom a l'interior és controvertida. Diversos egiptòlegs, inclosos Thomas Schneider, Dietrich Wildung i Herman TeVelde) estan convençuts que els serekhs presenten una figura d'escorpí molt estilitzada. D'altres, com Günter Dreyer i Wolfgang Helck, no n'estan tan segurs i ho llegeixen com una versió mal dibuixada del nom del rei Ka.
A la segona cataracta del Nil, no gaire lluny del pantà de Nasser a Gebel Sheikh Suliman (Sudan), un gran gravat de roca representa una gran figura d'escorpí caminant sobre els enemics morts. Es representa la mort d'aquests enemics representant-los drets cap per avall i sent colpejats per fletxes; dues figures més encara sostenen els seus propis arcs i disparen. Els enemics es poden identificar com a nubis, a causa de les seves plomes i arcs d'estruç, ja que les plomes i els arcs d'estruç eren els atributs típics que els egipcis utilitzaven per representar els nubis. L'escorpí s'enfronta a una figura humana amb una barba artificial i un ganivet cerimonial en un cinturó; la figura sosté una corda llarga, a la qual es lliguen els nubis capturats. Tota l'escena s'interpreta com la representació del rei Escorpí II celebrant la seva victòria contra els nubis hostils.

## Regnat

### Situació política
Nombrosos restes arqueològiques amb decoració en relleu i marques de ceràmica fetes amb tinta negra apunten a una economia comercial floreixen en l'època del faraó Escorpí. En aquest moment sembla clar que Egipte estava dividit en, almenys, dos regnes coexistents, els estudiosos es pregunten en quin tipus de poder es basava el govern dels reis protodinàstics. La conquesta i la guerra s'havien de promoure econòmicament, els guerrers havien de ser alimentats. Per això, estudiosos com K. M Ciałowitz, TH Wilkinson, Karl Butzer i Michael A. Hoffman assenyalen els sistemes de reg, que se'n van construir grans quantitats. Nombroses paletes (com la Paleta dels Caçadors, la Paleta Líbia i la Paleta de Narmer, per exemple) i els caps de maça d'Escorpí II i Narmer mostren representacions de rius, plantes, arbres i diversos animals diferents (aus, mamífers i peixos) amb un detall natural sorprenent. Al costat d'aquests motius, es representen figures humanes acomplint tasques agrícoles. Ciałowitz, Wilkinson, Butzer i Hoffman veuen la font de poder dels reis protodinàstics en aquests desenvolupaments agrícoles. Els sistemes de regadiu van permetre augmentar els assentaments, les possessions de bestiar i el cultiu d'hortalisses. Els estudiosos es pregunten si els reis van mantenir els regs escassos a propòsit, per assegurar el seu poder, influència i riquesa.  

### Religió i culte
Les nombroses decoracions dels objectes descoberts també representen un gran nombre de fetitxes i estendards, coronats per déus, cosa que revela un sistema religiós i de culte ja molt complex. Com que els estendards sovint guien les escenes de batalla, les batalles i les conquestes també podrien haver estat vistes com a esdeveniments de culte. Els primers déus recognoscibles són Horus, Seth, Min, Nemti, Nekhbet, Bat i Wepwawet. Però es desconeix on se situaven els centres i santuaris de culte d'aquestes divinitats, perquè els jeroglífics que representen els noms dels llocs encara no s'havien introduït.   
Un altre aspecte de les creences religioses sota el regnat d'Escorpí II són les nombroses representacions de criatures mítiques, com el serpopard i la quimera alada. El serpopard apareix a la paleta de Narmer i a la paleta dels Dos Gossos. Es deia Swdja, que significa "indestruïble". En la mitologia egípcia, el serpopard es descrivia com "el que mou el sol". A la paleta de Narmer, dos serpopards s'entrellacen el coll. Es creu que aquesta imatge és una representació al·legòrica de la unificació d'Egipte. Sota Escorpí II, dos serpopards laceren una gasela, cosa que podria implicar que els serpopards estaven sota el control del rei (ataquen per ordre).   
Les "quimeres alades" s'anomenaven Sefer en egipci i representen el caos i la violència. Apareixen a la paleta dels dos gossos i en diversos artefactes d'ivori. Els estudiosos assenyalen que criatures com la quimera i els serpopards eren d'origen mesopotàmic.   
Un altre motiu de l'era d'Escorpí, clarament d'origen mesopotàmic, és el d'un guerrer que lluita contra dos lleons amb les mans nues. Sosté un lleó a cada mà, tots dos als costats. Un motiu similar mostra el guerrer amb dues girafes. En dinasties posteriors, aquest motiu es va convertir en un jeroglífic, registrat com a Gardiner A38 i Gardiner A39. Es llegeix Qjs i es va utilitzar com a emblema de la ciutat de Cusae.   

## Influència mesopotàmica sota Escorpí II

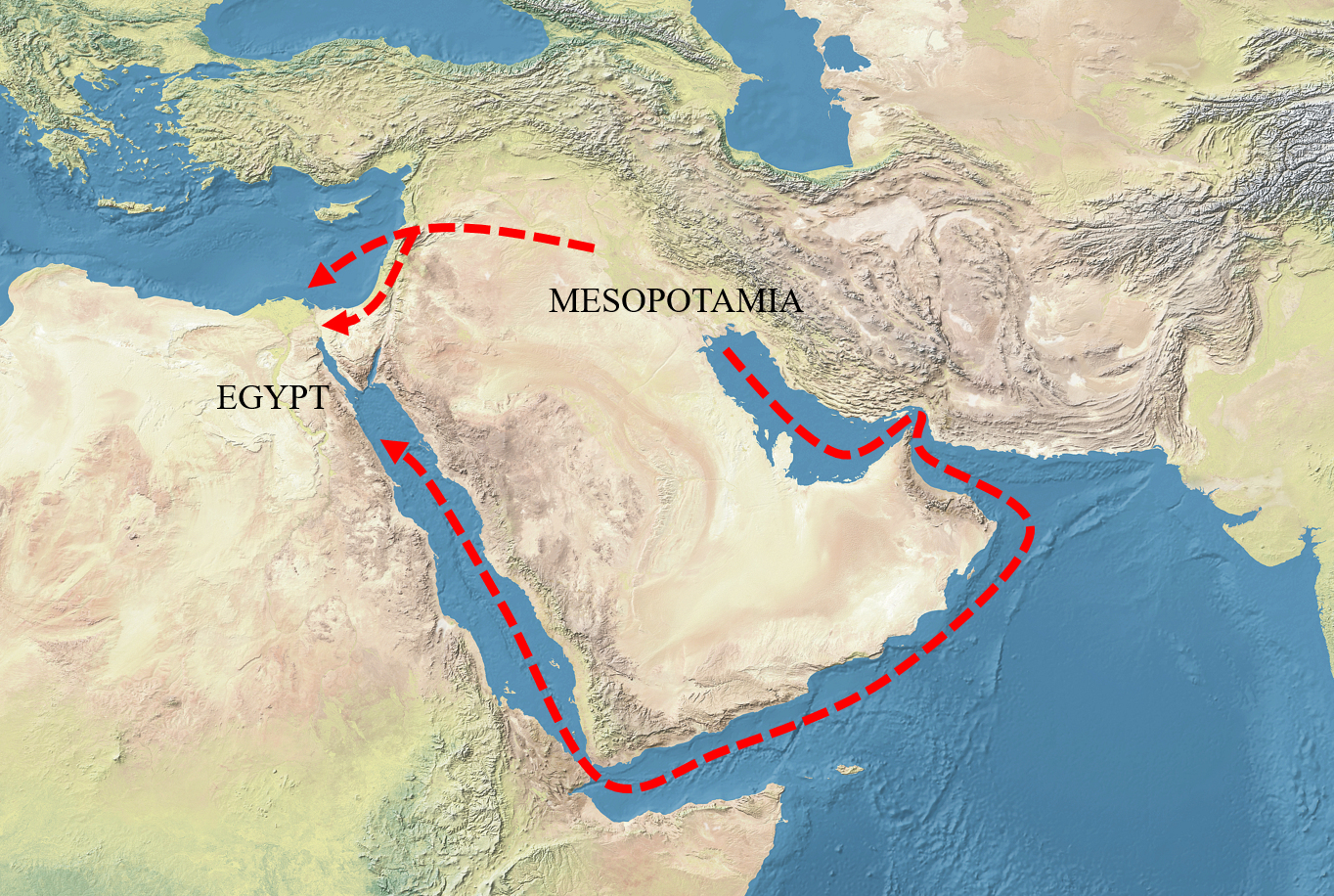
Possibles rutes comercials entre Mesopotàmia i Egipte des del IV mil·lenni aC

Tant els motius i emblemes enumerats anteriorment, com també l'arquitectura de les tombes i els objectes comercialitzats (com ara eines, collars de perles i segells cilíndrics) demostren una influència sorprenentment forta i extensa de la cultura i la religió mesopotàmiques en els primers egipcis. Aquesta percepció es veu promoguda per lesles restes arquitectòniques, visibles en llocs d'enterrament com ara Minshat Abu Omar, Hierakonpolis i Naqada. Els mètodes arquitectònics utilitzats per construir tombes complexes i estables van possiblement foren copiats dels edificis mesopotàmics.

La posició actual dels estudis moderns és que la civilització egípcia va ser un desenvolupament indígena de la vall del Nil i que les proves arqueològiques donen suport fermament a un origen africà dels antics egipcis. Durant el regnat del rei Escorpí II i els seus successors immediats, la influència sembla disminuir i Egipte comença a fomentar la seva pròpia cultura més independent. Aquest va ser segurament un pas important més cap al futur d'Egipte com a regne poderós i ric.

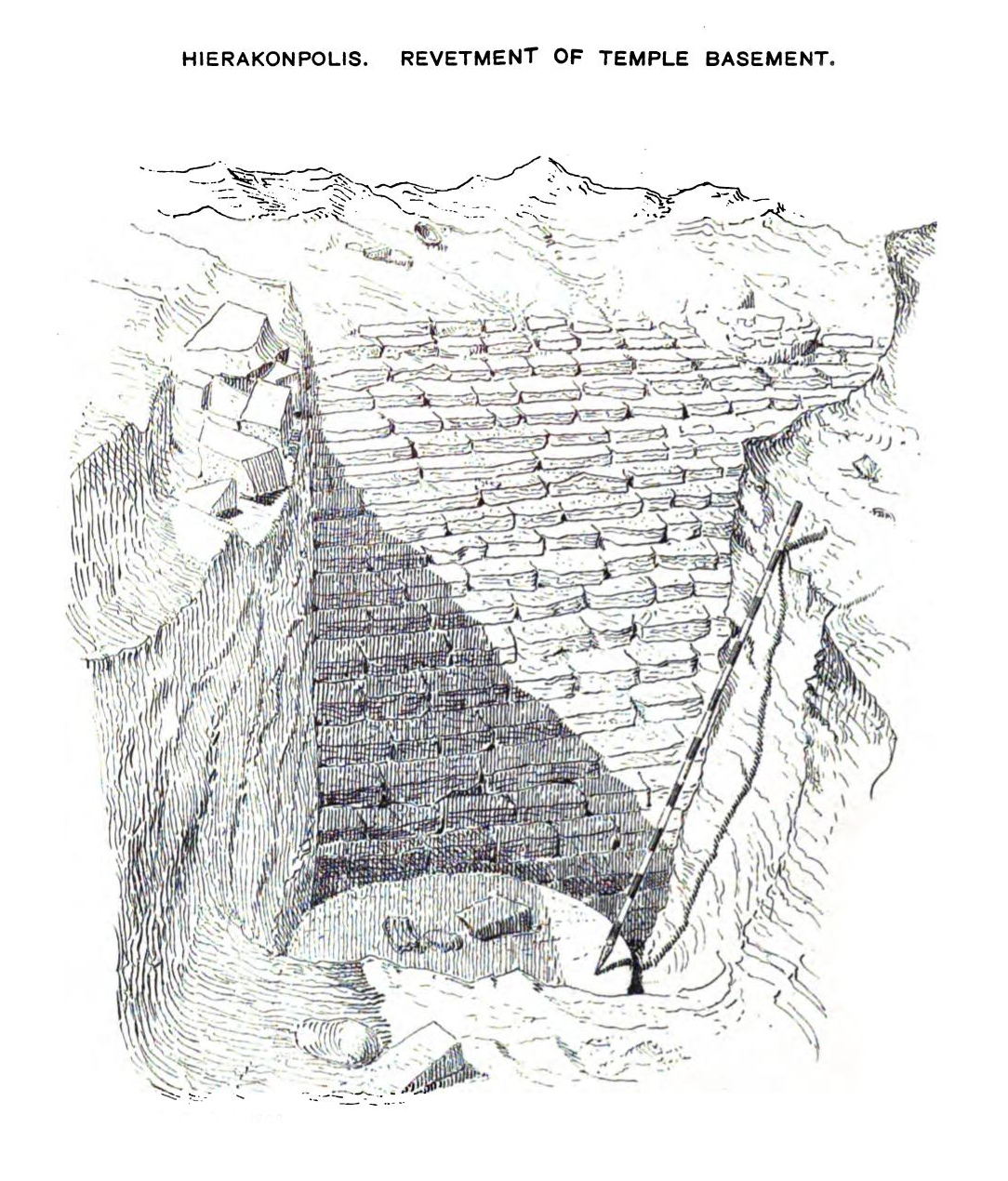
Revestiment del soterrani del temple Hierakonpolis
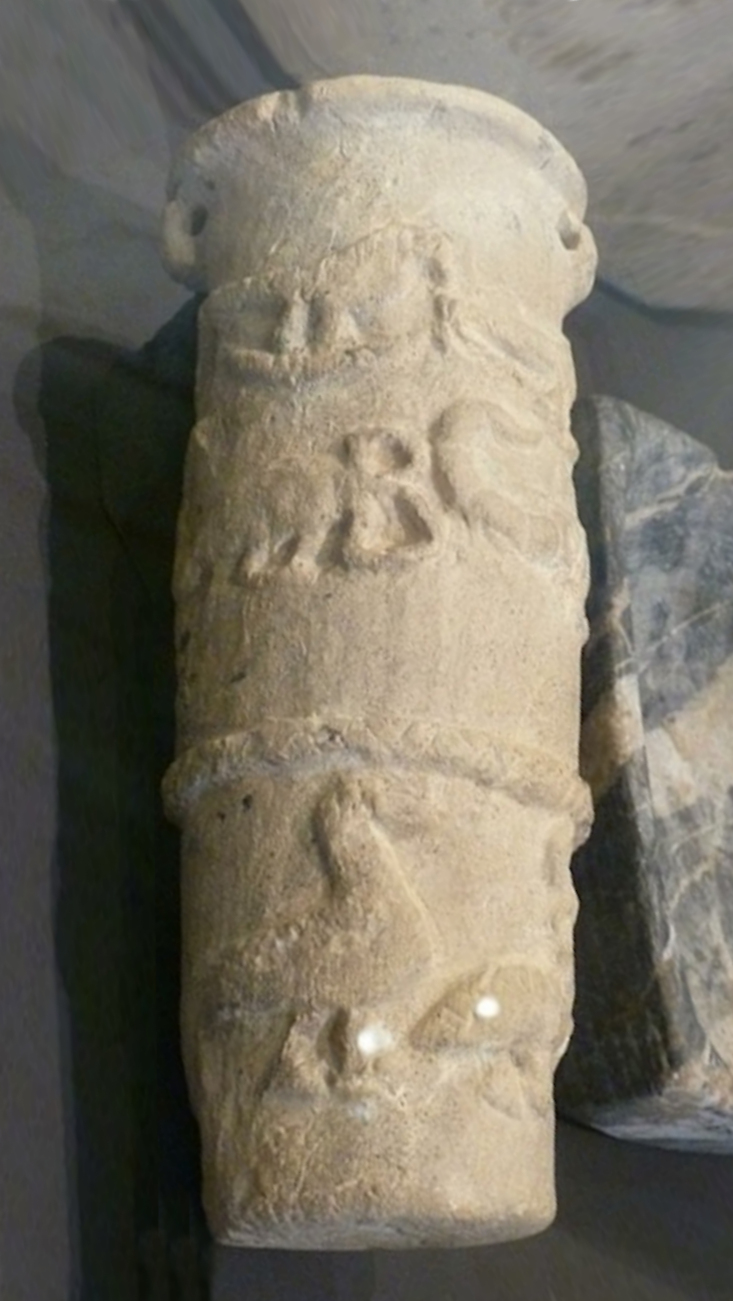
Gerro cilíndric de pedra calcària de Hierakonpolis
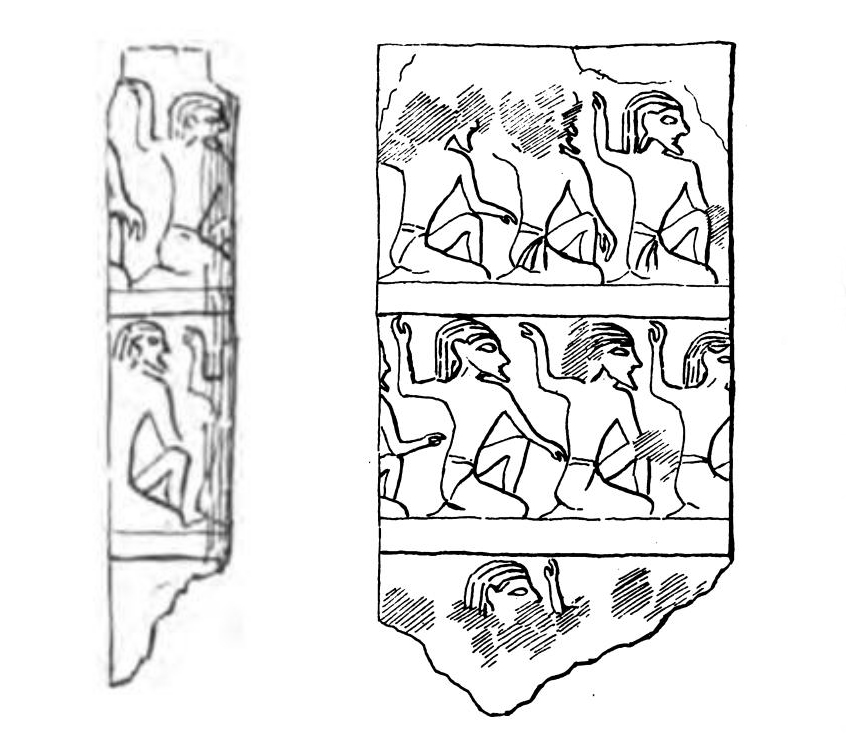
Cilindre d'ivori de Hierakonpolis amb homes agenollats

## Tomba
Es desconeix la ubicació exacte de la tomba d'Escorpí II, però hi ha dues tombes que podrien haver sigut el seu lloc d'enterrament. La primera està registrada com a tomba B50 i es troba a Umm El Qa'ab, a Abidos. És una cambra gairebé quadrada dividida en quatre habitacions per un simple mur de fang en forma de creu. Aquí s'hi van trobar diverses peces d'ivori amb figures d'escorpins. La segona es troba a Hieracòmpolis i està registrada com a tomba HK6-1. Mesura 3,5m × 6.5m, té una profunditat de 2,5m, i està reforçat amb fang. Aquí s'hi van trobar diverses peces d'ivori amb figures d'escorpins.